# Beta Lyrae
Beta Lyrae (β Lyr, Sheliak) – gwiazda zmienna znajdująca się w gwiazdozbiorze Lutni w odległości ok. 960 lat świetlnych.

## Nazwa
Tradycyjna nazwa gwiazdy, Sheliak, wywodzi się od języka arabskiego ‏الشلياق‎ Al Shilyāk, co oznacza „lira”. Nazwa ta odnosi się do całego gwiazdozbioru i astronomowie arabscy zapożyczyli ją z greckiej astronomii, w której gwiazdozbiór wyobrażał lirę Orfeusza. Międzynarodowa Unia Astronomiczna w 2016 roku oficjalnie zatwierdziła użycie nazwy Sheliak na określenie tej gwiazdy.

## Charakterystyka obserwacyjna

Zmiany jasności w układzie podwójnym zaćmieniowym typu β Lyr

Zmienność gwiazdy odkrył w 1784 roku angielski miłośnik astronomii John Goodricke. Okres zmian jasności wynosi 12 dni, 21 godzin i 50 minut. Gwiazda ta była drugim w kolejności odkrytym układem zaćmieniowym. Sheliak jest też prototypem gwiazd zmiennych typu Beta Lyrae. Krzywa zmian blasku Beta Lyrae charakteryzuje się wyraźnym minimum wtórnym oraz brakiem blasku stałego, czyli jasność tego układu zmienia się płynnie.

## Charakterystyka fizyczna
Układ tworzą dwie gorące gwiazdy typu widmowego B. Poniżej opisany model najlepiej odpowiada krzywej zmian blasku układu. Jaśniejszy składnik to gorąca, masywna gwiazda ciągu głównego, otoczona przez dysk pyłowy, o jasności około 26 300 razy większej niż Słońce i temperaturze około 30 tysięcy kelwinów. Ma promień 6 razy większy niż promień Słońca i 13 razy większą masę. Jej towarzyszka to olbrzym o jasności 8600 razy większej niż Słońce i temperaturze ok. 13 300 K. Gwiazda ta osiągnęła promień 15 razy większy niż Słońce, a jej masa jest około trzykrotnie większa niż masa Słońca. Taki stan układu wynika z przepływu masy między składnikami.
Układ jest na tyle ciasny, że olbrzym wypełnił swoją powierzchnię Roche’a i jest zdeformowany przez grawitacyjne oddziaływanie drugiego składnika do kształtu gruszki. Materia z tej gwiazdy przepłynęła na drugi składnik, zwiększając jego masę. Jaśniejszą gwiazdę otacza dysk materii, będącej w kontakcie z nią, rozciągający się do odległości 28,3 R☉, który w miarę zbliżania się do gwiazdy zmniejsza grubość od 11,2 do 0,58 R☉ i zwiększa swoją temperaturę od 8200 K do 30 000 K. Dysk odpowiada za około 22% jasności systemu.

### Towarzysze
Układ Beta Lyrae ma także liczne optyczne towarzyszki. Gwiazda skatalogowana jako Beta Lyrae B jest oddalona o 45,7 sekundy kątowej (pomiar z 2017), ma wielkość gwiazdową 7,13m i typ widmowy B7. Niewiele dalsza na niebie (46,8″ w 2015) Beta Lyrae C ma znacznie mniejszą paralaksę i jest obiektem tła.
Dzięki danym z misji astrometrycznej Gaia zidentyfikowana została nieznana wcześniej gromada otwarta oznaczona Gaia 8, w której środku znajduje się Beta Lyrae. Najprawdopodobniej jest to najmasywniejszy obiekt gromady, liczącej około 100 gwiazd.